# Linnés Sävja

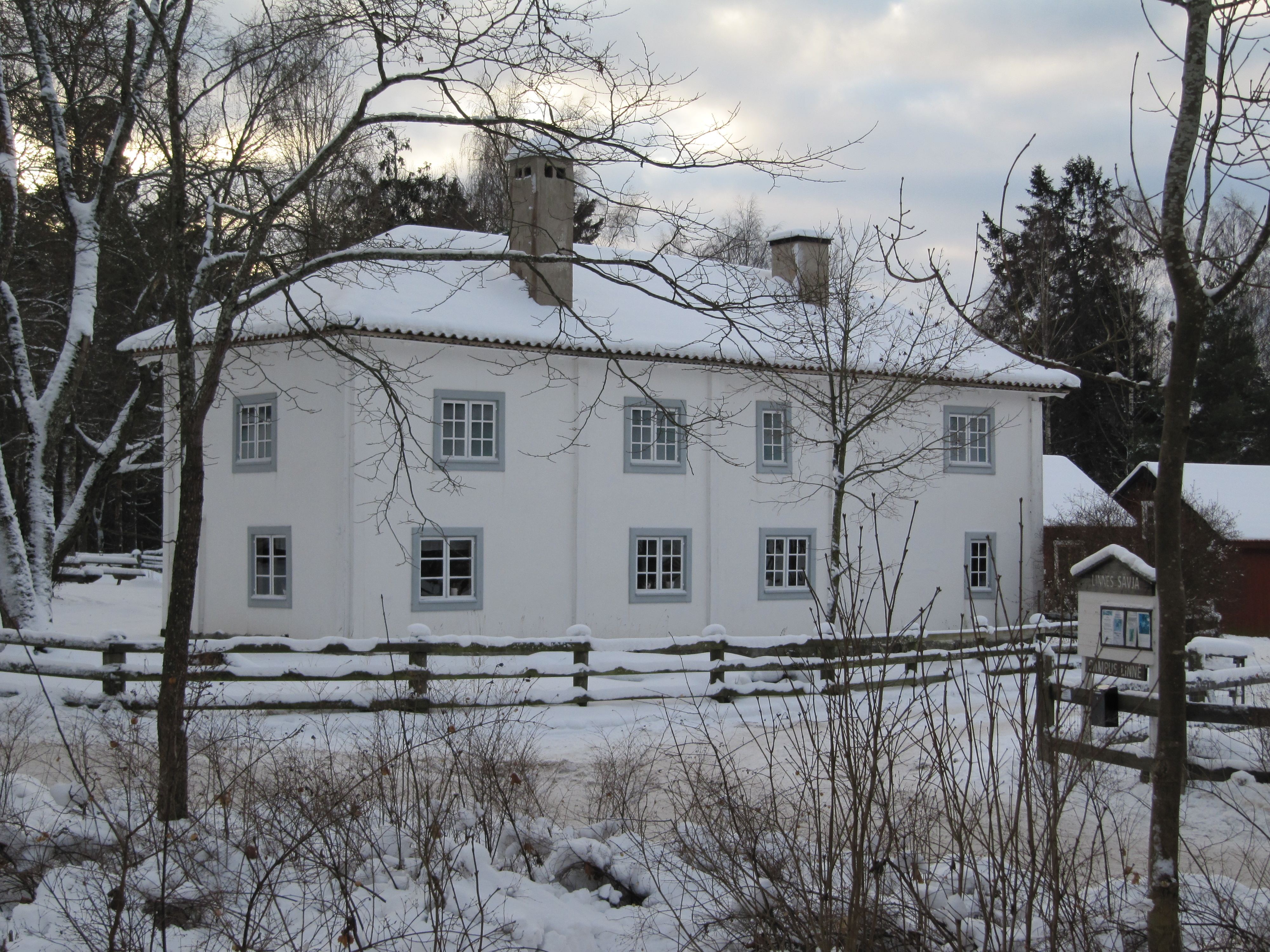
Linnés Sävja

Linnés Sävja är en gård i Danmarks socken, Uppsala kommun i Uppland. Gården ligger intill Sävja kyrka cirka 5 kilometer söder om Uppsala.
Den svenske naturforskaren och botanikern Carl von Linné köpte Sävja år 1758, samtidigt som han köpte det mer kända Hammarby. Byggnaderna vid Sävja är förklarade som byggnadsminne, men har till stor del förändrats sedan Linnés tid. Delar av huvudbyggnaden finns dock bevarade. Bland annat de två små rum på övervåningen, som Linné använde när han besökte gården.
Sävja var en anhalt på de exkursionsvandringar (Herbatio Danensis) som Linné företog med sina studenter. Julen 1777 hade den åldrande och sjuke Linné försvunnit från sitt hem inne i Uppsala. Efter en del letande fann man Carl von Linné utsträckt i kökssoffan hos arrendatorn på Sävja, förnöjt rökandes sin pipa. Linné dog ett par veckor senare den 10 januari 1778. Numera har Uppsala kommun ansvar för gården. Jordbruket är utarrenderat och Danmarks hembygdsförening arrangerar olika aktiviteter, bland annat utställningar med konst och konsthantverk samt musikuppträdanden på gården. Linnés Sävja, och dess Linnéutställning, är öppen för allmänheten sommartid.